# Геула (Єрусалим)
31°47′ пн. ш. 35°13′ сх. д. / 31.78° пн. ш. 35.21° сх. д.
Геула (івр. גאולה; Ґеула) — район у центрі Єрусалиму (Ізраїль), населений переважно ортодоксальними євреями. Геула межує із районами Зіхрон-Моше та Мекор-Барух на заході, Бухарім на півночі, Меа-Шеарім на сході та центром Єрусалима на півдні.

## Історія

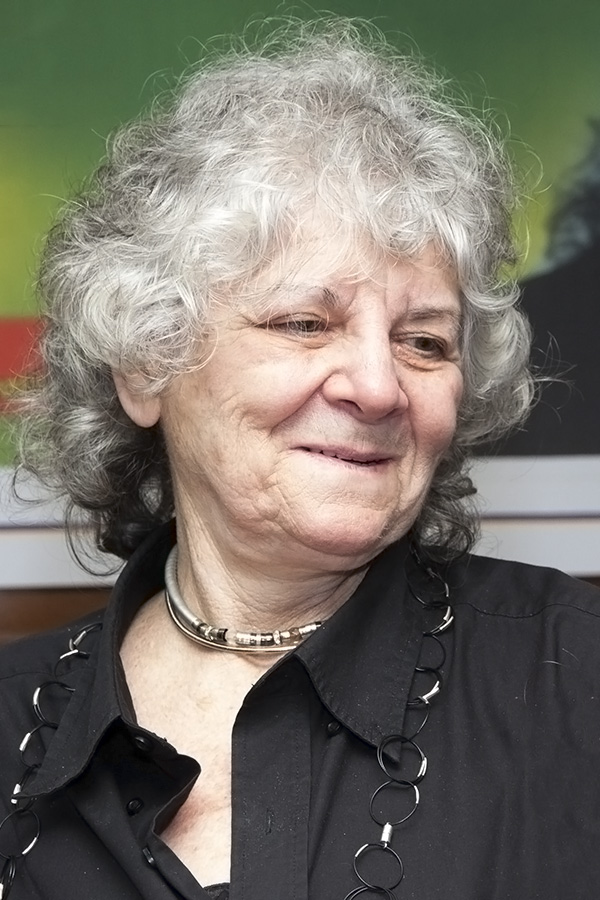
Тут народилася Ада Йонат, лауреатка Нобелівської премії з хімії (2009)

Район Геула було засновано в 1927—1928 роках. Спочатку це був змішаний район для світських і релігійних євреїв. Британський консул в Єрусалимі, Джеймс Фінн, побудував свій будинок у цьому районі в 1855 році, найнявши єврейських робітників. Це третя будівля, збудована поза стінами Старого міста.
Район назвали на честь головної вулиці району, вулиці Геула, пізніше перейменованої на «Малькей-Ісраель». Вулиця Геула була комерційним центром для громад навколишніх районів, таких як Керем Аврагам, Єгіа-Капаїм, Зіхрон-Моше, Батей-Горенштейн і Агва. Ці райони формують околиці Геули, де розташовані багато єшив і синагог. По вулиці Малькей-Ісраель є десятки невеликих магазинчиків.
Дитячий будинок Ціон Блюменталь, заснований у 1900 році, та Кемп Шнеллер — колишній сиротинець Шнеллера, заснований у 1860 році, — стали частиною Ґеули, оскільки околиці розширювалися. Ґурська єшива, з бейт-мідрашем на 10000 місць, також розташована в районі У Ґеулі також є Кретшме, перший у Єрусалимі бар для євреїв-харедім.

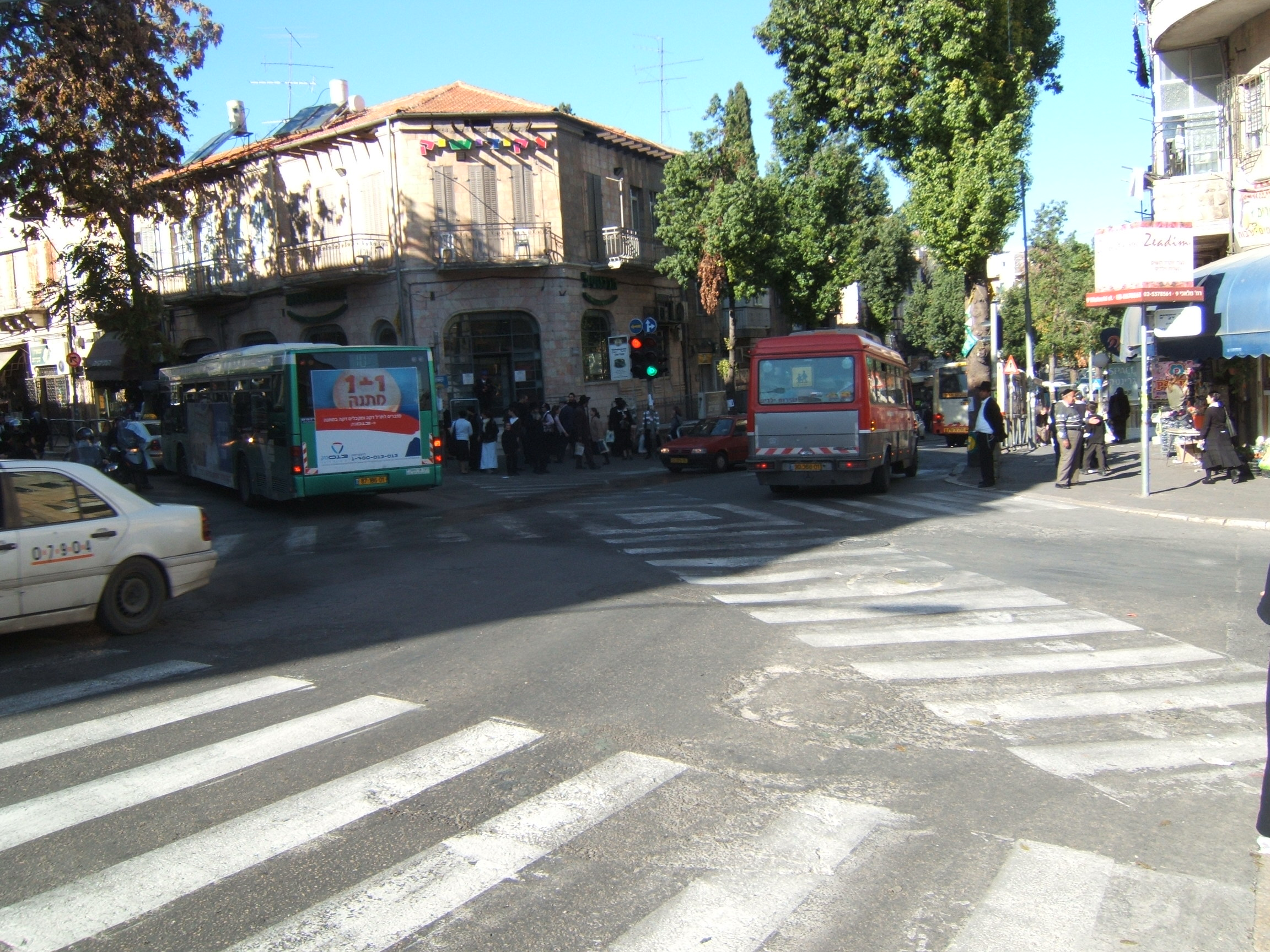
Кікар га-Шаббат, головне перехрестя Ґеули
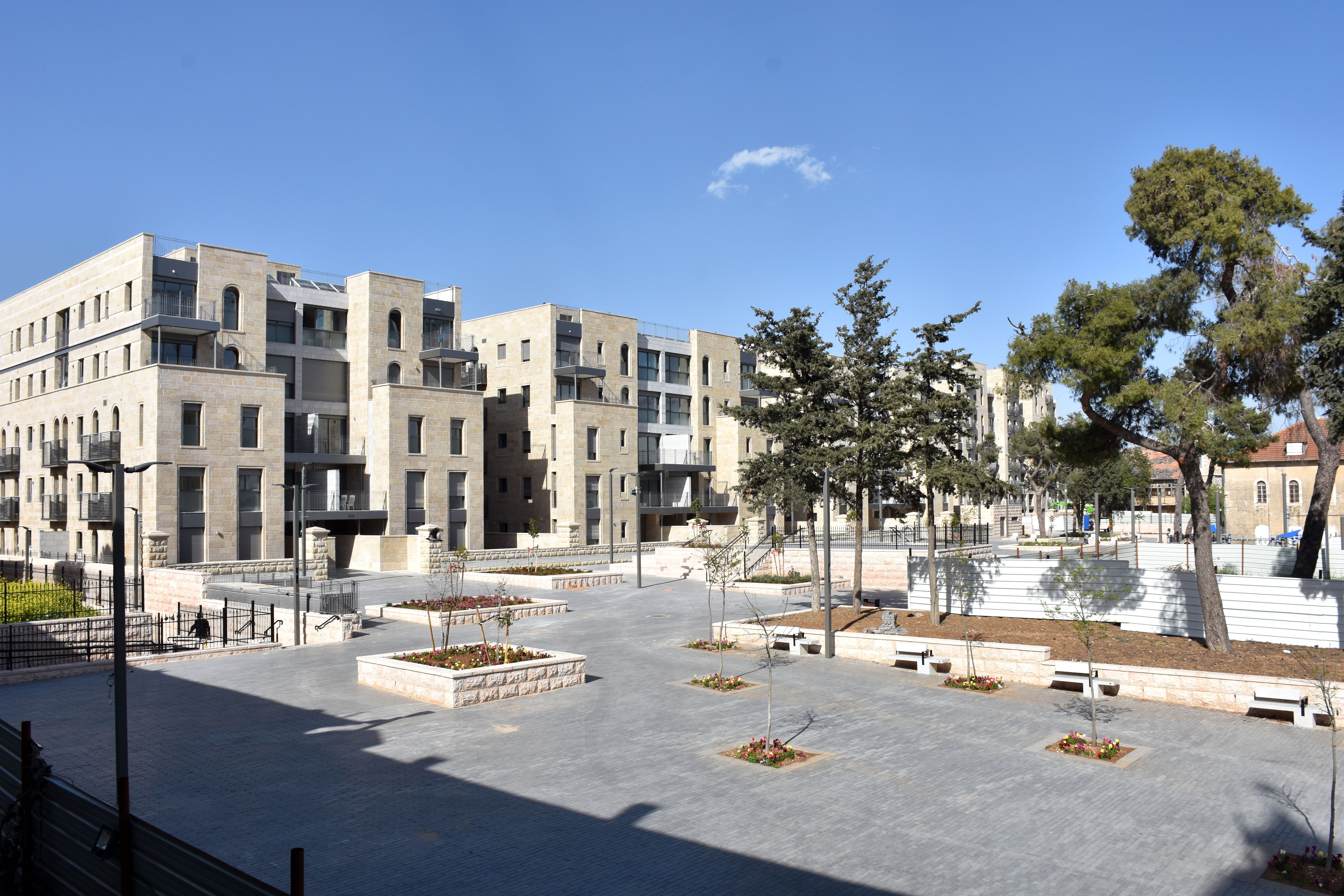
Новий житловий проєкт у комплексі Шнеллер

## Виноски
1. ↑  Livia Bitton-Jackson: Israeli women of science [Архівовано 2022-01-07 у Wayback Machine.], Jewish Press, 11 November 2009
2. ↑  Ari Lewis: History of Jerusalem — Kerem Avraham [Архівовано 29 вересня 2018 у Wayback Machine.], Jewish Magazine, January 2008.
3. 1 2  Jerusalem neighborhoods [Архівовано 5 січня 2022 у Wayback Machine.], Eiferman Properties Ltd.
4. ↑  Rossoff, Dovid (2001). Where Heaven Touches Earth: Jewish life in Jerusalem from medieval times to the present (вид. 6). Feldheim Publishers. с. 392. ISBN 0873068793. Архів оригіналу за 5 січня 2022. Процитовано 5 січня 2022.
5. ↑  Heller, Moshe (22 лютого 2015). Jerusalem gets its first haredi bar. Ynetnews. Архів оригіналу за 5 січня 2022. Процитовано 5 січня 2022.

## Читати далі
- Goshen-Gottstein, Esther R.: Growing up in “Geula”: Socialization and family living in an ultra-Orthodox Jewish subculture. In: Israel Journal of Psychiatry and Related Sciences, Vol 21(1), 1984, 37–55.